# Dickenrücklage

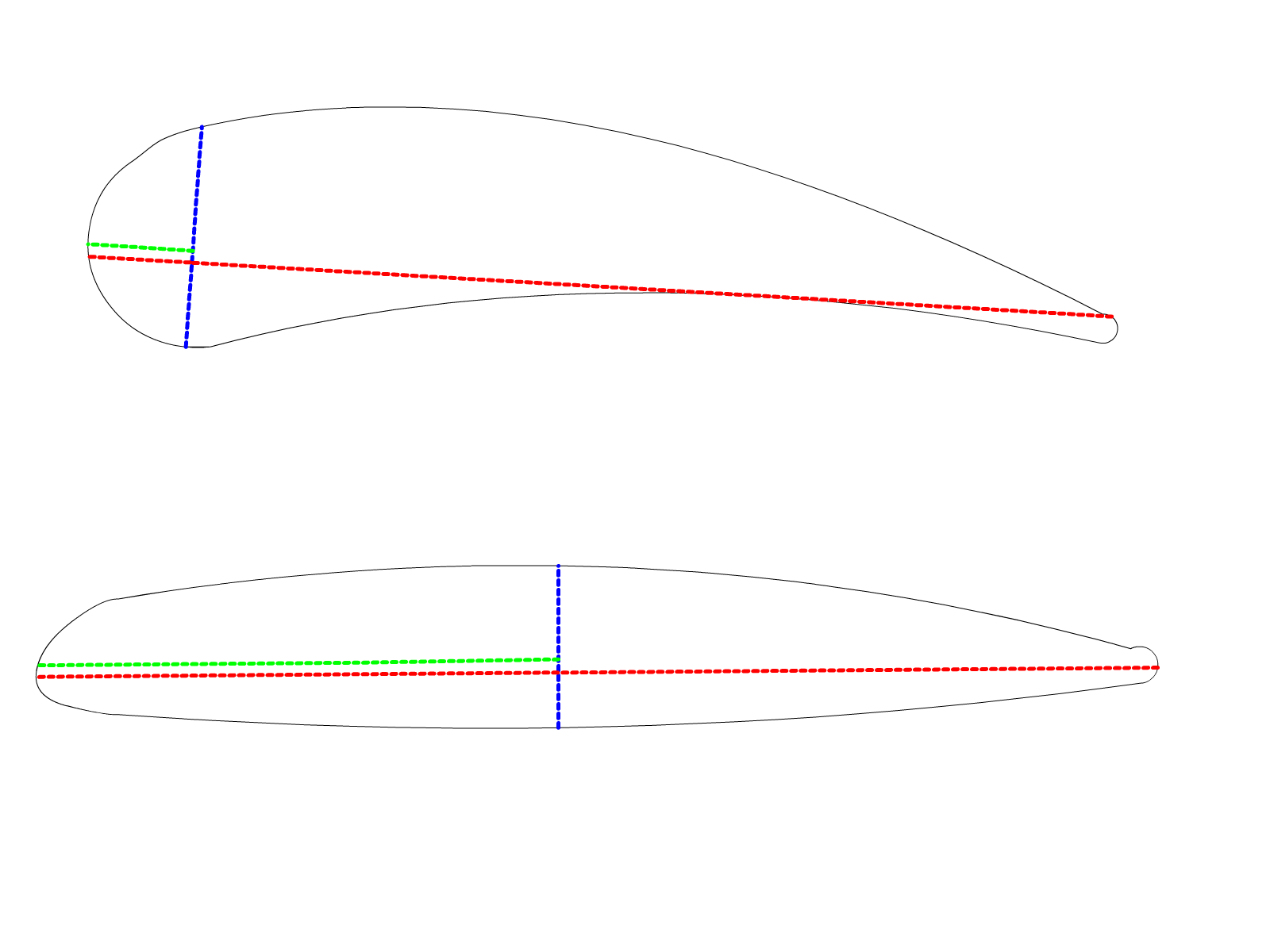
Grün = Dickenrücklage ; blau = max. Profildicke; rot = Profiltiefe ; Profilnase jeweils links

Die Dickenrücklage {\displaystyle x_{\text{d}}} ist in der Aerodynamik der Abstand zwischen der Flügelnase und dem Punkt der maximalen Dicke eines Profils.
Die relative Dickenrücklage {\displaystyle x_{\text{d'}}} ist das Verhältnis der Dickenrücklage zur Profiltiefe {\displaystyle t}. Sie wird oft auch in Prozent ausgedrückt:
{\displaystyle x_{\text{d'}}={\frac {x_{\text{d}}}{t}}}
Die Dickenrücklage entspricht etwa dem Ort der maximalen Strömungsgeschwindigkeit und des kleinsten statischen Druckes. Weiter hinten nimmt der statische Druck wieder zu, und die Geschwindigkeit sinkt (Bernoulli-Gleichung). Bei entsprechend hohem Druckanstieg kann es zu einer Grenzschichtablösung mit einem Umschlag von laminarer zu turbulenter Strömung kommen.
Die Strömungsgeschwindigkeit am Profil beeinflusst die Wandschubspannung, die den Schubspannungswiderstand des umströmten Körpers bildet, der wiederum zusammen mit dem Druckwiderstand den gesamten Strömungswiderstand eines Körpers ausmacht. Die Dickenrücklage beeinflusst also die Lauflängen von laminarer und turbulenter Strömung und maßgeblich den Widerstandsbeiwert {\displaystyle c_{\text{w}}} des Flügelprofils.
Übliche Tragflächen haben eine Dickenrücklage von etwa 25–30 %. Bei Segelflugzeugen findet man oft Laminar-Profile, die eine Dickenrücklage von fast 50 % haben. Diese Profile erzeugen weniger Luftwiderstand, erfordern jedoch eine besonders glatte und saubere Oberfläche.